# Kreuzfahrt ins Glück
Kreuzfahrt ins Glück ist eine Fernsehreihe des ZDF, die von 2007 bis 2024 als Ableger der Reihe Das Traumschiff gesendet wurde. Die erste Folge lief am 1. Januar 2007, die letzte am 1. Januar 2024. Im Mittelpunkt der Handlung stehen zwei Hochzeitsplaner (ab Episode 30 einer) an Bord des Traumschiffs (Deutschland bzw. Amadea). Sie begleiten Paare, die sich an Bord das Jawort geben und dann am jeweiligen Reiseziel ihre Hochzeitsreise antreten.

## Handlung und Stammbesetzung
In den ersten 14 bzw. 10 Episoden waren Marie Andresen (Eva-Maria Grein von Friedl) und Daniel Bergmann (Patrik Fichte) die beiden Hochzeitsplaner, welche im Laufe der Folgen auch ein Paar wurden. Nachdem Daniel in Episode 9 (Hochzeitsreise nach Marrakesch) schwer verletzt wurde, war er in der folgenden Episode nur noch zur Erholung auf dem Schiff und entscheidet sich dann das Schiff zu verlassen, um eine Weltumseglung zur Selbstfindung zu machen. Dadurch scheiterte auch die Beziehung von Marie und Daniel. In Episode 10 (Hochzeitsreise nach Bermuda) übernahm Stefan Herbst (Marcus Grüsser) die Stelle des Hochzeitsplaners, zuerst als Vertretung für Daniel und ab der folgenden Episode als fester Bestandteil. In Episode 14 (Hochzeitsreise nach Kroatien) traf Marie in Kroatien auf Daniel und die beiden fanden wieder zueinander. Marie entschied sich das Schiff zu verlassen, um sich mit Daniel ein neues Leben aufzubauen.
Ab Episode 15 (Hochzeitsreise nach Australien) trat Andrea Herbst (Jessica Boehrs), die in Scheidung befindliche Frau von Stefan, die Nachfolge von Marie an. Die geplante Scheidung wurde immer wieder verschoben, weil beide zunächst nicht voneinander loskamen. In Episode 20 (Hochzeitsreise nach Dubai) trat Stefans neue Freundin Heidi Ehlers (Marie Rönnebeck) als Hochzeitsfotografin auf den Plan. Als es in der Folge wieder zu einer Annäherung von Stefan und Andrea kam, gab Heidi Stefan auf und verließ das Schiff. Während der endgültigen Trennung von Andrea musste Stefan in den Episoden 22 (Hochzeitsreise nach Montenegro) und 23 (Hochzeitsreise an die Loire) zunächst ohne Partnerin auskommen, wurde aber von seiner Mutter Friedericke (Grit Boettcher) tatkräftig unterstützt. Seine Tochter Laura Russo (Amy Mußul) ergänzte ab Episode 24 (Hochzeitsreise nach Apulien) das Team. 
Nachdem Stefan das Schiff verlassen hatte um ein Hotel zu übernehmen, wurde er ab Episode 26 (Hochzeitsreise nach Sardinien) von Thomas „Tom“ Cramer (Jan Hartmann) ersetzt. Bereits in Episode 28 (Hochzeitsreise ins Piemont) verließ Laura das Schiff wieder, um sich um ihre Mutter zu kümmern, welche einen Schlaganfall erlitten hatte. In Episode 29 (Hochzeitsreise auf die Kykladen) wurde Laura durch Betty Vogt (Caroline Frier) vertreten, ab Episode 30 (Hochzeitsreise in die Normandie) agierte Tom alleine.
Jessica Boehrs war vor ihrem Einstieg als Andrea Herbst bereits in Episode 11 (Hochzeitsreise nach Las Vegas) als Manuela „Manu“ Müller zu sehen. Auch Jan Hartmann war vor seinem Einstieg als Tom Cramer dreimal in einer Gastrolle zu sehen, in Episode 13 (Hochzeitsreise nach Andalusien) als Patrick, in Episode 17 (Hochzeitsreise nach Sizilien) als Moriz und in Episode 21 (Hochzeitsreise in die Türkei) als Markus Müller.
Zudem war die Stamm-Besatzung des Traumschiffs in Nebenrollen zu sehen (Horst Naumann bis 2010, Siegfried Rauch bis 2013, Heide Keller bis 2017, Nick Wilder von 2011 bis 2020, Sascha Hehn von 2014 bis 2019, Barbara Wussow ab 2018, Florian Silbereisen ab 2019 und Daniel Morgenroth ab 2020).
Barbara Wussow war bereits in Episode 18 (Hochzeitsreise in die Provence) als Ulrike Morin zu sehen. Daniel Morgenroth war in den Episoden 2 (Hochzeitsreise nach Neuseeland) als Stefan Clemens, 14 (Hochzeitsreise nach Kroatien) als Thomas Rohde und 23 (Hochzeitsreise an die Loire) als Alexander Busch in Gastrollen zu sehen.

## Besetzung

### Hauptdarsteller
| Schauspieler               | Rollenname          | Episoden | Zeitraum  | Rolle |
| -------------------------- | ------------------- | -------- | --------- | --- |
| Eva-Maria Grein von Friedl | Marie Andresen      | 1–14     | 2007–2011 | Hochzeitsplanerin, Ex-Verlobte und Freundin von Daniel verlässt das Schiff um sich ein neues Leben mit Daniel aufzubauen                                                                 |
| Patrik Fichte              | Daniel Bergmann     | 1–10, 14 | 2007–2011 | Hochzeitsplaner, Sohn von Kathrin, Ex-Verlobter und Freund von Marie verlässt das Schiff um eine Weltumseglung zur Selbstfindung zu machen, baut sich dann ein neues Leben mit Marie auf |
| Marcus Grüsser             | Stefan Herbst       | 10–25    | 2010–2017 | Hochzeitsplaner, Sohn von Friedericke, Ex-Ehemann von Andrea, Ex-Freund von Denise und Heidi, Vater von Laura verlässt das Schiff um ein Hotel zu übernehmen                             |
| Jessica Boehrs             | Andrea Herbst       | 15–21    | 2012–2015 | Hochzeitsplanerin, Ex-Ehefrau von Stefan verlässt das Schiff aufgrund eines Schulterbruchs                                                                                               |
| Grit Boettcher             | Friedericke Herbst  | 22–23    | 2015–2016 | Mutter von Stefan |
| Amy Mußul                  | Laura Russo         | 24–28    | 2016–2018 | Hochzeitsplanerin, Tochter von Denise und Stefan verlässt das Schiff um sich um ihre Mutter zu kümmern, welche einen Schlaganfall erlitten hat                                           |
| Jan Hartmann               | Thomas „Tom“ Cramer | 26–37    | 2017–2024 | Hochzeitsplaner, Sohn von Kerstin und Günther, Halbbruder von Maja, Freund von Caroline                                                                                                  |
| Caroline Frier             | Betty Vogt          | 29       | 2019      | Hochzeitsplanerin in Vertretung |

### Besetzung ausDas Traumschiff
| Schauspieler        | Rollenname           | Episoden  | Zeitraum  | Rolle           |
| ------------------- | -------------------- | --------- | --------- | --------------- |
| Heide Keller        | Beatrice von Ledebur | 1–25      | 2007–2017 | Chefhostess     |
| Siegfried Rauch     | Jakob Paulsen        | 1–17      | 2007–2013 | Kapitän         |
| Horst Naumann       | Dr. Horst Schröder   | 1–11      | 2007–2010 | Schiffsarzt     |
| Nick Wilder         | Dr. Wolf Sander      | 13–31     | 2011–2020 | Schiffsarzt     |
| Sascha Hehn         | Viktor Burger        | 19–29     | 2014–2019 | Kapitän         |
| Barbara Wussow      | Hanna Liebhold       | 28–37     | 2018–2024 | Hoteldirektorin |
| Florian Silbereisen | Max Parger           | 30–37     | 2019–2024 | Kapitän         |
| Daniel Morgenroth   | Martin Grimm         | 32, 34–37 | 2020–2024 | Staff-Kapitän   |

### Nebendarsteller
| Schauspieler           | Rollenname       | Episoden | Zeitraum   | Rolle                                                               |
| ---------------------- | ---------------- | -------- | ---------- | ------------------------------------------------------------------- |
| Fabian von Klitzing    | Pfarrer Brunauer | 1–11     | 2007–2010  | Pfarrer                                                             |
| Kerstin Gähte          | Kathrin Bergmann | 5        | 2008       | Ehefrau von Peter, Mutter von Daniel                                |
| Hans-Jürgen Bäumler    | Peter Lüders     | 5        | 2008       | Ehemann von Kathrin                                                 |
| Inka Bause             | Inka             | 6–8      | 2008–2009  | Fitnesstrainerin                                                    |
| Wolfgang Frank         | Pfarrer          | 12–17    | 2010–2013  | Pfarrer, in der Realität Kreuzfahrtdirektor auf der Deutschland     |
| N. N.                  | Pfarrer          | 18–27    | 2013–2018  | Pfarrer                                                             |
| Marie Rönnebeck        | Heidi Ehlers     | 20–21    | 2014–2015  | Hochzeitsfotografin, Ex-Freundin von Stefan                         |
| Liz Baffoe             | Denise Russo     | 24       | 2016       | Ex-Freundin von Stefan, Mutter von Laura                            |
| Daniel Friedrich       | Günther Cramer   | 29       | 2019       | Ex-Ehemann von Kerstin, Ehemann von Natalie, Vater von Tom und Maja |
| Simone Hanselmann      | Natalie Cramer   | 29       | 2019       | Ehefrau von Günther, Mutter von Maja                                |
| Helena Pieske          | Maja Cramer      | 29       | 2019       | Tochter von Günther und Natalie, Halbschwester von Tom              |
| Grit Boettcher         | Pastorin Karola  | 30–31    | 2019–2020  | Pastorin                                                            |
| Gila von Weitershausen | Kerstin Cramer   | 33, 35   | 2020, 2022 | Ex-Ehefrau von Günther, Ehefrau von Achim, Mutter von Tom           |
| Krystian Martinek      | Achim Vormann    | 35       | 2022       | Ehemann von Kerstin, Ex-Freund von Martina, Vater von Caroline      |
| Michaela May           | Martina Amedis   | 35       | 2022       | Ex-Freundin von Achim, Mutter von Caroline                          |
| Julie Engelbrecht      | Caroline Amedis  | 35       | 2022       | Tochter von Martina und Achim, Freundin von Tom                     |

### Zeitleiste der Stammbesatzung
| Jahr                 | 2007 | 2007 | 2008 | 2008 | 2008 | 2008 | 2009 | 2009 | 2009 | 2010 | 2010 | 2010 | 2011 | 2011 | 2012 | 2012 | 2013 | 2013 | 2014 | 2014 | 2015 | 2015 | 2016 | 2016 | 2017 | 2017 | 2018 | 2018 | 2019 | 2019 | 2020 | 2020 | 2021 | 2021 | 2022 | 2023 | 2024 |
| Episode              | 1    | 2    | 3    | 4    | 5    | 6    | 7    | 8    | 9    | 10   | 11   | 12   | 13   | 14   | 15   | 16   | 17   | 18   | 19   | 20   | 21   | 22   | 23   | 24   | 25   | 26   | 27   | 28   | 29   | 30   | 31   | 32   | 33   | 34   | 35   | 36   | 37   |
| Marie Andresen       |      |      |      |      |      |      |      |      |      |      |      |      |      |      |      |      |      |      |      |      |      |      |      |      |      |      |      |      |      |      |      |      |      |      |      |      |      |
| Andrea Herbst        |      |      |      |      |      |      |      |      |      |      |      |      |      |      |      |      |      |      |      |      |      |      |      |      |      |      |      |      |      |      |      |      |      |      |      |      |      |
| Friedericke Herbst   |      |      |      |      |      |      |      |      |      |      |      |      |      |      |      |      |      |      |      |      |      |      |      |      |      |      |      |      |      |      |      |      |      |      |      |      |      |
| Laura Russo          |      |      |      |      |      |      |      |      |      |      |      |      |      |      |      |      |      |      |      |      |      |      |      |      |      |      |      |      |      |      |      |      |      |      |      |      |      |
| Betty Vogt           |      |      |      |      |      |      |      |      |      |      |      |      |      |      |      |      |      |      |      |      |      |      |      |      |      |      |      |      |      |      |      |      |      |      |      |      |      |
| Daniel Bergmann      |      |      |      |      |      |      |      |      |      |      |      |      |      |      |      |      |      |      |      |      |      |      |      |      |      |      |      |      |      |      |      |      |      |      |      |      |      |
| Stefan Herbst        |      |      |      |      |      |      |      |      |      |      |      |      |      |      |      |      |      |      |      |      |      |      |      |      |      |      |      |      |      |      |      |      |      |      |      |      |      |
| Thomas „Tom“ Cramer  |      |      |      |      |      |      |      |      |      |      |      |      |      |      |      |      |      |      |      |      |      |      |      |      |      |      |      |      |      |      |      |      |      |      |      |      |      |
| Jakob Paulsen        |      |      |      |      |      |      |      |      |      |      |      |      |      |      |      |      |      |      |      |      |      |      |      |      |      |      |      |      |      |      |      |      |      |      |      |      |      |
| Viktor Burger        |      |      |      |      |      |      |      |      |      |      |      |      |      |      |      |      |      |      |      |      |      |      |      |      |      |      |      |      |      |      |      |      |      |      |      |      |      |
| Max Parger           |      |      |      |      |      |      |      |      |      |      |      |      |      |      |      |      |      |      |      |      |      |      |      |      |      |      |      |      |      |      |      |      |      |      |      |      |      |
| Martin Grimm         |      |      |      |      |      |      |      |      |      |      |      |      |      |      |      |      |      |      |      |      |      |      |      |      |      |      |      |      |      |      |      |      |      |      |      |      |      |
| Dr. Horst Schröder   |      |      |      |      |      |      |      |      |      |      |      |      |      |      |      |      |      |      |      |      |      |      |      |      |      |      |      |      |      |      |      |      |      |      |      |      |      |
| Dr. Wolf Sander      |      |      |      |      |      |      |      |      |      |      |      |      |      |      |      |      |      |      |      |      |      |      |      |      |      |      |      |      |      |      |      |      |      |      |      |      |      |
| Beatrice von Ledebur |      |      |      |      |      |      |      |      |      |      |      |      |      |      |      |      |      |      |      |      |      |      |      |      |      |      |      |      |      |      |      |      |      |      |      |      |      |
| Hanna Liebhold       |      |      |      |      |      |      |      |      |      |      |      |      |      |      |      |      |      |      |      |      |      |      |      |      |      |      |      |      |      |      |      |      |      |      |      |      |      |

## Gastdarsteller
Wie auch beim Traumschiff schlüpfen prominente Gastdarsteller in die Rollen der Brautpaare oder deren Begleitung, eine Liste mit allen Gastdarstellern gibt es hier.
Inka Bause war während ihres Einsatzes auf dem Traumschiff auch bei der Kreuzfahrt in drei Episoden als Fitnesstrainerin Inka mit dabei.
In den ersten 31 Episoden wurden kirchliche Trauungen dargestellt, welche von fünf verschiedenen Pfarrern und einer Pastorin durchgeführt wurden, die jeweiligen Kapitäne haben Traureden gehalten. Ab Episode 32 wurden freie Trauungen durch den Kapitän gezeigt. In den ersten 11 Episoden wurden die Paare von Fabian von Klitzing als Pfarrer Brunauer getraut. Von der 12. bis zur 17. Episode vermählte Wolfgang Frank, der echte Kreuzfahrtdirektor der Deutschland, als Pfarrer die Paare. Von der 18. bis zur 27. Episode wurden die Paare von einem unbekannten Darsteller als Pfarrer getraut, auch in den Episoden 28 und 29 agierten zwei nicht bekannte Darsteller. In den Episoden 30 und 31 wurden die Trauungen von Grit Boettcher als Pastorin Karola durchgeführt. Ab Episode 32 wurden die Eheschließungen von Florian Silbereisen als Kapitän Max Parger vollzogen, in Episode 36 vertretungsweise von Daniel Morgenroth als Staff-Kapitän Martin Grimm.

## Episodenliste
Im Januar 2007 wurden zunächst zwei Episoden gesendet. Von 2008 bis 2010 wurden jährlich drei weitere Episoden der Reihe gesendet. Von 2011 bis 2021 waren es nur noch zwei Episoden pro Jahr, danach noch eine Episode. In den letzten Jahren wurden die Episoden in der ZDF Mediathek erstveröffentlicht, so zum Beispiel die letzte Folge bereits am 9. Dezember 2023.
Mit einem * versehene Folgen sind auf DVD (noch) nicht erhältlich.
| Nr. | Reiseziel                                | Erstausstrahlung  |
| --- | ---------------------------------------- | ----------------- |
| 1   | Hochzeitsreise nach Burma (Myanmar)      | 1. Januar 2007    |
| 2   | Hochzeitsreise nach Neuseeland           | 21. Januar 2007   |
| 3   | Hochzeitsreise nach Arizona              | 1. Januar 2008    |
| 4   | Hochzeitsreise nach Hawaii               | 20. Januar 2008   |
| 5   | Hochzeitsreise nach Chile                | 24. Februar 2008  |
| 6   | Hochzeitsreise nach Madeira              | 26. Dezember 2008 |
| 7   | Hochzeitsreise nach Sambia               | 1. Januar 2009    |
| 8   | Hochzeitsreise nach Florida              | 15. Februar 2009  |
| 9   | Hochzeitsreise nach Marrakesch           | 26. Dezember 2009 |
| 10  | Hochzeitsreise nach Bermuda              | 1. Januar 2010    |
| 11  | Hochzeitsreise nach Las Vegas            | 10. Januar 2010   |
| 12  | Hochzeitsreise nach Korfu                | 26. Dezember 2010 |
| 13  | Hochzeitsreise nach Andalusien (Sevilla) | 1. Januar 2011    |
| 14  | Hochzeitsreise nach Kroatien             | 26. Dezember 2011 |
| 15  | Hochzeitsreise nach Australien           | 1. Januar 2012    |
| 16  | Hochzeitsreise nach Jersey               | 26. Dezember 2012 |
| 17  | Hochzeitsreise nach Sizilien             | 1. Januar 2013    |
| 18  | Hochzeitsreise in die Provence           | 26. Dezember 2013 |
| 19  | Hochzeitsreise nach Barcelona            | 1. Januar 2014    |
| 20  | Hochzeitsreise nach Dubai                | 26. Dezember 2014 |
| 21  | Hochzeitsreise in die Türkei             | 1. Januar 2015    |

| Nr. | Reiseziel                       | Erstausstrahlung  |
| --- | ------------------------------- | ----------------- |
| 22  | Hochzeitsreise nach Montenegro  | 26. Dezember 2015 |
| 23  | Hochzeitsreise an die Loire     | 1. Januar 2016    |
| 24  | Hochzeitsreise nach Apulien     | 26. Dezember 2016 |
| 25  | Hochzeitsreise nach Lissabon    | 1. Januar 2017    |
| 26  | Hochzeitsreise nach Sardinien   | 26. Dezember 2017 |
| 27  | Hochzeitsreise nach Norwegen    | 1. Januar 2018    |
| 28  | Hochzeitsreise ins Piemont      | 26. Dezember 2018 |
| 29  | Hochzeitsreise auf die Kykladen | 1. Januar 2019    |
| 30  | Hochzeitsreise in die Normandie | 26. Dezember 2019 |
| 31  | Hochzeitsreise nach Menorca     | 1. Januar 2020    |
| 32  | Hochzeitsreise an die Ostsee    | 26. Dezember 2020 |
| 33  | Hochzeitsreise nach Tirol       | 1. Januar 2021    |
| 34  | Hochzeitsreise in die Toskana   | 26. Dezember 2021 |
| 35  | Hochzeitsreise nach Kreta       | 1. Januar 2022    |
| 36  | Hochzeitsreise nach Ligurien    | 1. Januar 2023    |
| 37  | Hochzeitsreise nach Korsika*    | 1. Januar 2024    |

## Schiffe
Bei den von 2006 bis 2014 produzierten Folgen (1–21) kam die Deutschland der Reederei Peter Deilmann zum Einsatz. Von 2015 bis 2023 (Folgen 22–37) war die Amadea von Phoenix Reisen das neue Traumschiff. 
Manche Szenen, beispielsweise die Trauung, wurden teilweise auf der Artania gedreht.

## Hintergrund

### Taschenheft
Der Cora Verlag veröffentlichte im Januar 2008 ein Taschenheft, in dem die im Fernsehen erzählte Geschichte der zweiten Episode aufgearbeitet wurde. Es war geplant, einmal jährlich ein Heft erscheinen zu lassen, jedoch ist ein zweiter Band bisher nicht erschienen.

### Serienuniversum
In der 178. Episode der Serie Notruf Hafenkante (Einmal Traumschiff) treten Heide Keller und Nick Wilder in ihren Rollen aus dem Traumschiff bzw. aus Kreuzfahrt ins Glück auf. Damit teilen sich Das Traumschiff und Kreuzfahrt ins Glück ein gemeinsames Serienuniversum mit den Serien Notruf Hafenkante und Der Landarzt, zwischen denen es zuvor bereits zwei Crossover gegeben hat.

## Einschaltquoten
Die erste Folge am 1. Januar 2007, die direkt nach dem Traumschiff gesendet wurde, verfolgten insgesamt 7,28 Millionen Zuschauer bei 25,1 Prozent Marktanteil. In der werberelevanten Zielgruppe wurde ein Marktanteil von 12,3 Prozent erreicht. Die zweite Episode sahen 8,27 Millionen Zuschauer (Marktanteil: 21,6 Prozent).

## Kritik
„Hier regiert die hohle Happiness. […] Da gräbt der Kritiker das Kriegsbeil aus!“

„Das „Traumschiff“ umzuflaggen zu einem romantischen Hochzeitsdampfer und es mit Ex-Telenovela-Sternchen auslaufen zu lassen in alle Herren Länder, wo es etwas Außergewöhnliches zu sehen gibt, ist eine clevere Idee. Chile als Schauplatz ist ein visueller Rohdiamant. Großes Melodram wäre möglich gewesen, heraus kommt Edelkitsch.“